# Гарфинкель, Гарольд
Га́рольд Гарфи́нкель (англ. Harold Garfinkel, 29 октября 1917, Ньюарк — 21 апреля 2011, Пасифик-Пэлисейдс, Лос-Анджелес) — американский социолог, исследователь повседневности, создатель этнометодологии.

## Биография
Родился в Ньюарке, в семье еврейских эмигрантов из России. Его отец, Абрам Гарфинкель, был мебельщиком. В семье говорили только на идише и по воспоминаниям Гарфинкеля английскому языку он выучился уже в подростковом возрасте.
Отец Гарфинкеля надеялся, что сын пойдет по его стопам и несмотря на то, что он помогал отцу, тем не менее решил поступать в колледж и изучить бухгалтерское дело в Университете Ню-Арк. В данном университете преподавали, в основном выпускники Колумбийского Университета и особо акцентировали теоретические эксперименты в процессе обучения. Такой теоретический уклон стал ориентиром для Гарфинкеля, когда он впоследствии разрабатывал свою собственную теорию. После окончания университета опыт волонтерства в летней школе Корнелии (штат Джорджия) сыграл решающую роль при выборе социологии в качестве своей будущей карьеры. Там же он узнал о социологической программе Университета Северной Каролины, который и окончил впоследствии 1942 году защитив магистерскую на тему межрасовых убийств. Первой его публикацией был небольшой рассказ в журнале Opportunity (Возможность) в 1940 году. В рассказе («Color Trouble») повествовалось о сегрегации темнокожих женщин, путешествующий автобусом в Вирджинии.
Окончил Университет Северной Каролины в Чапел-Хилл (1942). Затем был призван в армию, служил в авиации, но в боевых действиях не участвовал. После войны учился в Гарварде у Парсонса, познакомился с Ароном Гурвичем и Альфредом Шюцем, оказавшими на него большое влияние. В то время как Парсонс исследовал и акцентировал внимание на абстрактных категориях и обобщениях Гарфинкель отличался от других учеников Парсонса своей чрезвычайной погруженностью в эмпирические исследования. Например, вместо вопроса, какие нормативные сети необходимы для поддержания структуры семьи, Гарфинкель спрашивал «Какие нормативные сети тут существуют?» или «Существуют ли тут вообще какие-либо нормативные сети?»".
Гарфинкель два года проработал в Принстонском Университете , где познакомился с выдающимися учеными того времени, такими как Грегори Бейтсон, Кеннет Бёрк, Пол Лазарсфельд, Фредерик Мостеллер, Герберт Саймон, Джон фон Нейман и др.
В 1952 защитил диссертацию Восприятие другого: исследование социального порядка.
1954 году впервые использовал термин «этнометодология» и впоследствии этнометодологические исследования стали основным направлением его работ. С 1954 — профессор Калифорнийского университета, вышел в отставку в 1987. Главный труд — Исследования по этнометодологии (1967, рус. пер. 2007).
В 1995 году был награждён Американской Социологической Ассоциацией («Cooley -Mead Award») за вклад в развитие социологии. Стал почетным доктором Ноттингемского Университета в 1996 году.
Официально вышел на пенсию в 1987 году, но оставался заслуженным профессором.
Умер в Лос-Анджелесе 21 апреля 2011 года.
Супругу Гарфинкеля звали Арлин Штейнбак, с которой он познакомился в Гульфпорте, Миссисипи уже после войны и прожил с ней в браке всю свою жизнь.

## Этнометодология
Гарольд Гарфинкель со времени стажировки в гарвардском университете под руководством Т. Парсонса проявлял особый интерес к эмпирическим исследованиям. Он был задействован в исследовании по изучению лидерства в замкнутых пространствах: на самолётах и подводных лодках.
Как результат осмысления накопленного в исследованиях опыта в 1967 издал работу «Исследования по этнометодологии», в которой исследовались новейшие взгляды на развитие социальных систем. В противоположность Парсонсу, который считал, что участники социальной жизни действуют согласованно благодаря общим пониманиям, что обеспечивается социальными структурами и принятием единых социальных норм, Гарфинкель выделил идею, что люди взаимодействуют на основе здравого смысла. Причём эти взаимодействия не всегда осознаются и поддаются рефлексии самими действующими индивидами.
По мнению Гарфинкеля, общее понимание индивидами социальной жизни приходит не только извне, через принятие общих культурных норм, оно может конструироваться изнутри. Ключевой постулат этнометодологии: локальное производство социального порядка людьми, обладающими собственной практической рациональностью.
Социальная структура воздействует на сознание индивида через фоновое ожидание, но индивид не ограничивается пассивным восприятием социальной структуры. Он придает ей личностный эмпирический смысл, и в результате воздействует на неё, перерабатывают, а иногда и существенно деформирует.
Рядовой индивид не осознаёт того, что в своей повседневной деятельности становится субъектом социального взаимодействия и творения социальной действительности. По мнению Гарфинкеля, социальная жизнь представляется упорядоченной только потому, что члены общества активно заняты приданием смысла всему тому, что происходит в процессе общения.
Гарфинкель провел ряд интересных экспериментов, нацеленных на сознательное разрушение нормального хода социального взаимодействия. Среди социологов эти эксперименты получили название «Гарфинкелинги». Во время или по заключении «гарфинкелингов» подробно фиксировалась удивлённая, возмущённая реакция людей на нестандартное поведение экспериментаторов. Этнометодологические эксперименты «разрывали», «нарушали» повседневную рутину общения, раскрывая ту напряжённую работу, которая производится каждым членом общества для сохранения, восстановления нормального хода жизни.
Эти эксперименты по вмешательству в привычную жизнь показали, как люди всякий раз активно сопротивлялись, когда их вынуждали подвергнуть сомнению значительное количество самоочевидных рутинных способов действия.

## Влияние на последующие исследования
Значительное количество эмпирических исследований было проведено на основе идей Гарфинкеля.
Будучи непосредственно вдохновленным Гарфинкелем Харви Сакс взялся за исследование последовательной организации речевого взаимодействия. Помимо этого Сакс также исследовал социальную категоризацию практик.
Эмануэль А.Шеглоф использовал концепцию этнометодологии в изучении телефонных разговоров и того, как они влияют на социальную интеракцию.
Гейл Джефферсон основываясь на этнометодологическую концепцию изучала смех и то, как люди знают, когда в беседе стоит посмеяться.
Гарфинкель призывал изучать природу разных работ и профессий, основываясь на этнометодологической теории. Это способствовало обширному разнообразию различных исследований, посвященных изучению различных профессий и областей человеческой деятельности, например, лабораторные науки, юриспруденция, деятельность полиции, джазовая импровизация, образование, математика, философия и др.
Программа Гарфинкеля оказала сильное влияние на социологию, лингвистику, гендерные исследования, менеджмент и т. д.

## Избранная библиография
- 1946 «Color trouble.» in Primer for white folks. Edited by B. Moon, 269—286. Garden City, NY: Doubleday Doran
- 1956 «Conditions of successful degradation ceremonies.» American Journal of Sociology 61: 420—424.
- 1956 «Some sociological concepts and methods for psychiatrists.» Psychiatric Research Reports 6: 181—198.
- 1963 «A conception of, and experiments with, 'trust' as a condition of stable concerted actions.» in Motivation and social interaction. Edited by O.J. Harvey, 187—238. New York: The Ronald Press
- 1967 Studies in ethnomethodology . Englewood Cliffs, NJ: Prentice-Hall
- 1967 «Practical sociological reasoning: Some features in the work of the Los Angeles suicide prevention center.» in Essays in self-destruction. Edited by E. Shneidman, 171—186. New York: Science House
- 1968 «Discussion: The origin of the term 'ethnomethodology'.» in Proceedings of the Purdue Symposium on Ethnomethodology. Edited by R. Hill and K. Grittenden, 15-18. Institute Monograph Series #1
- 1970 (with Harvey Sacks) «On formal structures of practical actions.» in Theoretical sociology: Perspectives and developments. Edited by J. McKinney and E. Tiryakian, 337—366. New York: Meredith
- 1972 «A Comparison of Decisions Made on Four 'Pre-Theoretical' Problems by Talcott Parsons and Alfred Schultz» in . Edited by, . ms.. [first published in 1960]
- 1972 «Studies in the routine grounds of everyday activities.» in Studies in social interaction. Edited by D. Sudnow, 1-30. New York: The Free Press. [first published in 1964]
- 1972 «Conditions of Successful Degradation Ceremonies.» in Symbolic Interactionism. Edited by J. Manis and B. Meltzer, 201—208. New York: Allyn and Bacon
- 1976 «An introduction, for novices, to the work of studying naturally organized ordinary activities.» in . Edited by, . ms.
- 1981 «The Work of a Discovering Science Construed with Materials from the Optically Discovered Pulsar.» Philosophy of the Social Sciences 11: 131—158.
- 2002 Ethnomethodology’s program: Working out Durkheim’s aphorism . Lanham, MD: Rowman & Littlefield